# Peter Wark
Peter Wark (* 2. März 1961 in Ebingen, Württemberg) ist ein deutscher Journalist und Krimiautor aus Baden-Württemberg.

## Leben und Wirken
Nach einer kaufmännischen Lehre und Stationen als Zeitungsredakteur lebt Wark heute auf der Schwäbischen Alb und arbeitet im Bereich Unternehmenskommunikation. Seine Romane spielen auf der Schwäbischen Alb und auf den Kanarischen Inseln, in München, Frankfurt und Australien; seine Kurzgeschichten haben zum Teil internationale Schauplätze wie New York.

## Werke

### Romane
- Albtraum. 2001, ISBN 3-926633-45-X.
- Machenschaften. 2002, ISBN 3-926633-54-9.
- Versandet. 2002, ISBN 3-926633-57-3.
- Absturz. 2003, ISBN 3-89977-601-1.
- Ballonglühen. 2003, ISBN 3-89977-605-4.
- Epizentrum. 2006, ISBN 3-89977-665-8.
- Münchner Mordshitze. 2011, ISBN 978-3-88081-556-8.
- Loser. 2011, ISBN 978-3-938973-15-8.
- Painkiller. 2013.
- Versandet. überarbeitete Neuauflage. 2018, ISBN 978-3-8392-2271-3.
- Absturz. überarbeitete Neuauflage. 2018, ISBN 978-3-8392-2228-7.
- Meeresgrab. 2019, ISBN 978-3-839225-33-2.

### Kurzgeschichten
- Racheengel. In: Diane Kopp (Hrsg.): Streifschüsse. Gmeiner, Meßkirch  2003, ISBN 3-89977-604-6.
- Die Weihnachtsgeschichte. In: Gunter Haug (Hrsg.): Spekulatius. Gmeiner, Messkirch 2003, ISBN 3-89977-608-9.
- Die schöne Jane. In: Lena Mares (Hrsg.): Tatort New York. Vertigo, München 2006, ISBN 3-934028-12-8.
- Ironie des Schicksals. In: Gudrun Weitbrecht (Hrsg.): Tödliche Kehrwoche. Theiss, Stuttgart 2007, ISBN 978-3-8062-2126-8.
- Vier Schritte. In: Gudrun Weitbrecht (Hrsg.): Mörderisches Ländle. Theiss, Stuttgart 2008, ISBN 978-3-8062-2215-9.
- und viele mehr